# Marcel Linke
Marcel Linke (* 23. April 1981 in Berlin, DDR) ist ein ehemaliger deutscher Eishockeyspieler, der im Laufe seiner Karriere vor allem bei den Lausitzer Füchse und Dresdner Eislöwen aktiv war.

## Karriere
Linke erlernte das Eishockeyspiel im Jugendbereich des ES Weißwasser und durchlief dort alle Jugendmannschaften, mit denen er im Nachwuchsbereich mehrfach Deutscher Meister wurde. Als Juniorenspieler konnte er die Aufmerksamkeit der Nachwuchstrainer des DEB gewinnen, so dass er zwei Jahre lang zum deutschen Auswahlkader der U16 und U18 gehörte. Sein erstes internationales Turnier bestritt er bei der U18-Weltmeisterschaft im Jahre 1999 in Füssen (im Kader waren u. a. Dennis Seidenberg und Christian Ehrhoff). Schon damals konnte er nicht nur durch seine Defensiv-, als auch durch seine Offensivqualitäten überzeugen, was seine zwei Tore in sechs Spielen belegen.
In der folgenden Saison wurde er Teil der Profimannschaft des ES Weißwasser und konnte in 19 Spielen 2 Assists beisteuern. Linke zählte schon damals als Zweiwegespieler, da er sowohl in der Verteidigung als auch im Sturm eingesetzt werden konnte. Unter Trainer Weissgerber wurde er deshalb immer zwischen Sturm und Verteidigung hin und her geschoben, wobei er dadurch nie sein wirkliches Leistungsvermögen ausschöpfen konnte. Deshalb entschied er sich 2002, in die Oberliga nach Neuwied zu wechseln. Nach einem recht erfolgreichen Jahr in Neuwied folgte wieder der Ruf des inzwischen in Lausitzer Füchse umbenannten ES Weißwasser, wo jetzt Horymir Sekera an der Bande stand. Von Trainer Sekera bekam er für die Saison 2003/04 die feste Zusage, nur in der Verteidigung eingesetzt zu werden, was ihm auch Sicherheit geben und ihn zu guten Leistungen anspornen sollte. Mit den Füchsen gelang dann der Wiederaufstieg in die 2. Bundesliga, da sich der EC Bad Nauheim aus finanziellen Gründen zurückzog und Weißwasser als Nachrücker das Aufstiegsrecht wahrnahm.
Die Aufstiegssaison verlief recht erfolgreich für Marcel – die Füchse erreichten die Play-offs, jedoch entschied er sich nach der Saison, nach Dresden zu wechseln. In seiner ersten Saison in Dresden wusste er als solider Verteidiger zu überzeugen, der gerade im Unterzahlspiel und im Powerplay seine Stärken hat. An der Seite von Sjarhej Stas entwickelte er sich zu einem absoluten Leistungsträger der Mannschaft, der auch immer wieder seine Torgefährlichkeit einzusetzen weiß. Linke blieb bis 2009 bei den Eislöwen, bevor er zu den Lausitzer Füchsen zurückkehrte. Nach den Playdowns 2011 beendete er seine Profi-Laufbahn aufgrund von gesundheitlichen Problemen und begann eine kaufmännische Ausbildung. Parallel dazu spielt er seither für den ELV Tornado Niesky in der Oberliga.
2015 beendete er seine Karriere endgültig.

## Karrierestatistik
(Legende zur Spielerstatistik: Sp oder GP = absolvierte Spiele; T oder G = erzielte Tore; V oder A = erzielte Assists; Pkt oder Pts = erzielte Scorerpunkte; SM oder PIM = erhaltene Strafminuten; +/− = Plus/Minus-Bilanz; PP = erzielte Überzahltore; SH = erzielte Unterzahltore; GW = erzielte Siegtore; 1 Play-downs/Relegation; Kursiv: Statistik nicht vollständig)

### International
Linke vertrat Deutschland bei den U18-Weltmeisterschaften 1999